# Anarchisme en Allemagne
L'anarchisme en Allemagne a une longue tradition, irradiant aussi bien le mouvement ouvrier que le monde intellectuel et culturel.

## Introduction
De la fin du XIXe siècle à 1933, l’anarchisme allemand se décline en plusieurs sensibilités qui, sauf en de rares circonstances, n’ont jamais pu se fédérer.

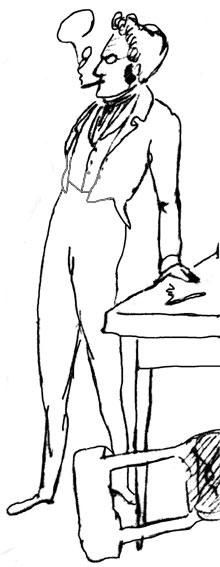
Max Stirner, portrait par Friedrich Engels.

- L'anarchisme individualiste inspiré de Max Stirner se développe grâce aux écrits de John Henry Mackay de l'américain Benjamin Tucker.

- Le socialisme libertaire défendu par Gustav Landauer. Anti-marxiste, continuateur de Pierre-Joseph Proudhon, il impulse l’action des groupes de l'Union des socialistes indépendants partisans, en dehors du cadre du capitalisme et de l’État, de la création de communautés libres de producteurs, premières cellules d’une société libertaire. En Israël, les kibboutz s’inspire des idées de Landauer.

- Le communisme libertaire, lié à l'action de Johann Most prolongement des idées de Mikhaïl Bakounine et, surtout, de Pierre Kropotkine. Erich Mühsam fonde à Munich, lors de la révolution allemande de 1918-1919, l’Union des Internationalistes Révolutionnaires et plus tard l’Union anarchiste.

- L'anarcho-syndicalisme animé notamment par Rudolf Rocker, Augustin Souchy ou Arthur Lehning. En 1919 est fondée l’Union libre des travailleurs d'Allemagne (FAUD) qui rassemble, en 1923, plus de 100 000 adhérents.

De 1933 à 1945, l’anarchisme est mis hors la loi : les militants sont arrêtés, assassinés ou déportés dans les camps de concentration, la presse anarchiste interdite, les livres et les brochures sont brûlés.

## Socialistes et communistes libertaires

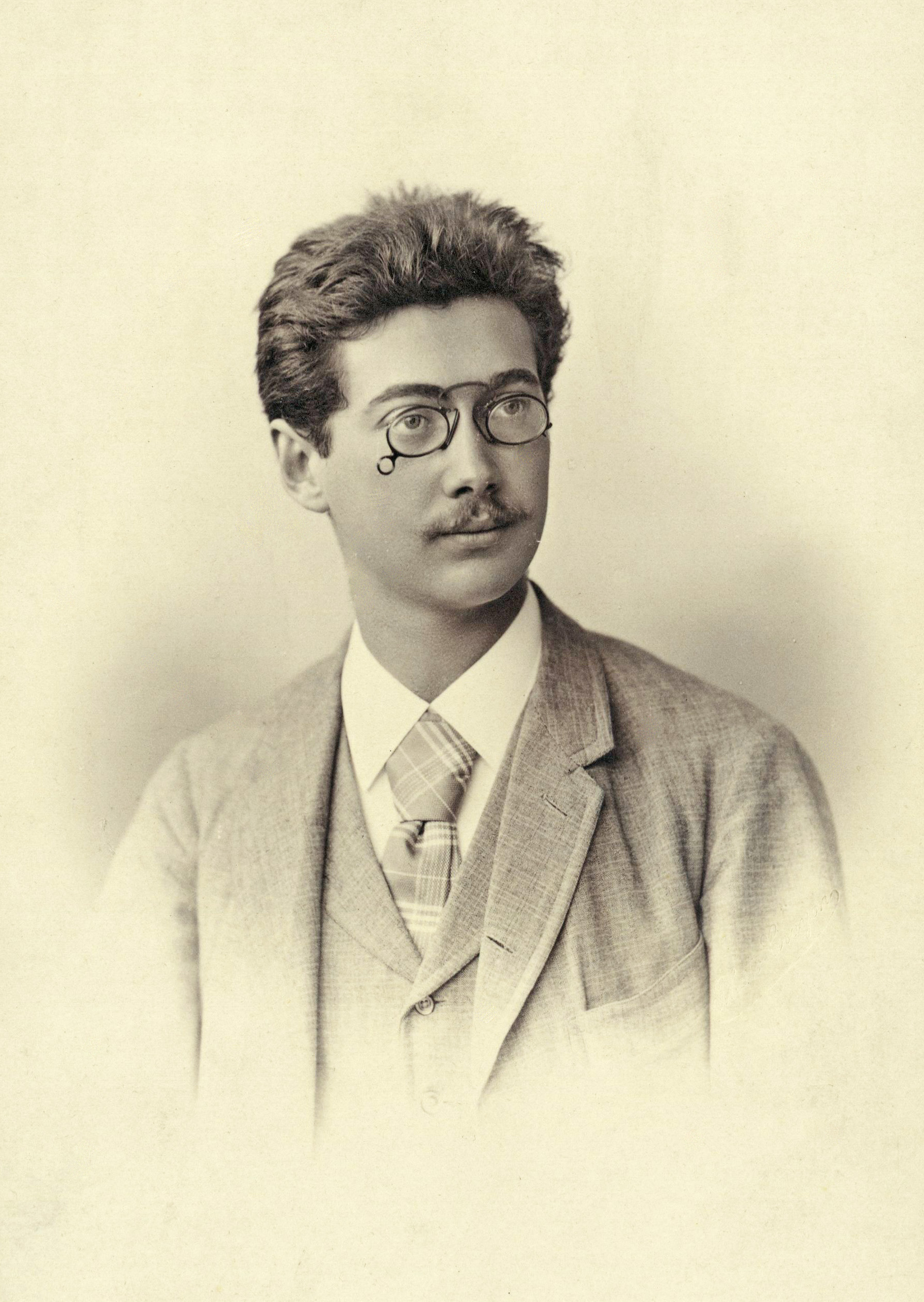
Gustav Landauer.

En 1891, Gustav Landauer fonde le journal Der Sozialist (de) (Le Socialiste).
En 1904, les communistes libertaires se rassemblent autour du journal Der Freie Arbeiter avant de fonder, en 1919, la Föderation Kommunistischer Anarchisten Deutschlands (de).
En 1908, Gustav Landauer, Erich Mühsam, Martin Buber et Margarethe Faas-Hardegger forment la Sozialistischer Bund (de) (Ligue socialiste), une fédération très décentralisée de groupes anarchistes, qui envisage de contrecarrer le déclenchement inévitable de la Première Guerre mondiale par une grève générale.

## La révolution allemande de 1918-1919
De 1917 à 1921, B. Traven publie le journal pacifiste Der Ziegelbrenner.

## Anarcho-syndicalisme

### La FAUD

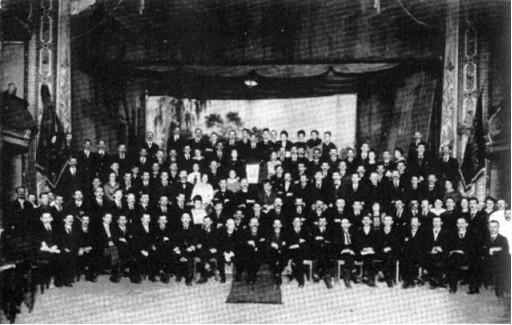
Congrès de 1922.

L'Union libre des travailleurs d'Allemagne (FAUD) des années 1920 est le seul mouvement libertaire de masse de l'histoire allemande.
Ce n'est pas seulement un syndicat, mais aussi un mouvement culturel, une organisation de jeunesse, la Jeunes Anarchistes-Syndicalistes d'Allemagne (influencée fortement par Ernst Friedrich), un service de rééditions et de distribution de livres, la Gilde freiheitlicher Bücherfreunde (de) (Guilde libre des amis du livre), ainsi qu'une organisation féminine, l'Union féminine syndicaliste (de) (Fédération des femmes syndicalistes) fondée en 1921 par Milly Witkop.

### L'AIT

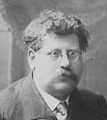
Rudolf Rocker.

En janvier 1923 à Berlin, la FAUD organise le congrès fondateur de l'Association internationale des travailleurs (anarcho-syndicaliste), sont présents les délégués de 16 organisations représentant 11 pays et deux millions de membres.

## La résistance contre les nazis
Les anarcho-syndicalistes combattent les nazis de manière violente avec les Schwarze Scharen (Foules noires), une milice d'environ 500 membres.
Les anarcho-syndicalistes en exil fondent en 1933-1934 le groupe « Deutsche Anarcho-syndikalisten » (DAS, Anarcho-syndicalistes allemands) avec un bureau à Amsterdam.
En 1936, beaucoup de militants partent en Espagne pour participer à la révolution sociale. Le bureau de Barcelone de la DAS comprend une vingtaine d'entre eux comme Helmut Rüdiger, Augustin Souchy, mais aussi des intellectuels allemands comme le critique littéraire Carl Einstein
Julius Nolden, ouvrier métallurgiste et militant anarcho-syndicaliste de la FAUD, est une figure de premier plan de la résistance anti-nazie en Rhénanie. Le 5 novembre 1937, il est condamné par le Tribunal du peuple de Berlin à une peine de dix ans de réclusion pour « préparation d'une entreprise de haute trahison avec circonstances aggravantes ». Il purge sa peine dans le pénitencier de Lüttringhausen jusqu'à sa libération par les Alliés le 19 avril 1945.

## Après laSeconde Guerre mondiale

### En Allemagne de l'Est
En République démocratique allemande, des libertaires s'opposent ouvertement au nouveau régime communiste, tels Wilhelm Jelinek (de) qui meurt en 1952 au Justizvollzugsanstalt Bautzen (de) ou Zenzl Mühsam (de) internée au goulag soviétique.

### En Allemagne de l'Ouest
En 1947, est fondée la Fédération des socialistes libertaires (de) qui publie Die freie Gesellschaft (de) (La société libre) de 1949 à 1953.
De 1947 à 1978, Willy Huppertz (de) publie le journal Befreiung (de) (Libération).

## Des années 1960 aux années 2000

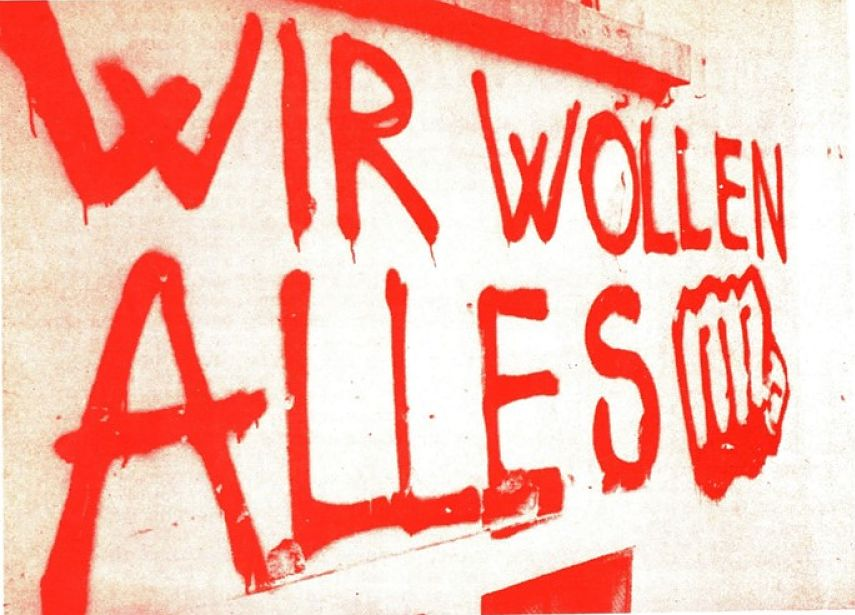
La manchette du premier numéro de Wir wollen alles en 1973.

Le mouvement étudiant des années 1968-1969 met en œuvre des pratiques anti-autoritaires, Rudi Dutschke en est le militant le plus notoire.
En 1968-1969, Bernd et Karin Kramer fondent à Berlin une maison d'édition libertaire, Karin Kramer Verlag (de) qui réédite des textes classiques de l'anarchisme et organise, en 1971, un colloque consacré à la révolte de Kronstadt de 1921.
Daniel Cohn-Bendit, après son expulsion de France, rencontre Joschka Fischer dans un groupe spontanéiste, Revolutionärer Kampf (Combat révolutionnaire). Joschka Fischer le décrit comme un « mouvement anarcho-mao-spontex ». À Francfort, est publié le journal Pflasterstrand (« Plage pavée », à mettre en relation avec le « Sous les pavés, la plage », de mai 68, en France). Daniel Cohn-Bendit, qui en a été rédacteur, parle du « magazine de référence du milieu anarchiste à Francfort ("Sponti-Szene") ».
D'autres journaux sont publiés comme Linkeck (de) ou Agit 883 (de) par Peter-Paul Zahl (de) à Berlin.
Dans les années qui suivent, de nouvelles éditions libertaires apparaissent : Libertad Verlag (de), Trotzdem Verlag (de), Edition Nautilus (de) (Hambourg), Verlag Weber & Zucht (de) (Kassel), Graswurzelrevolution (de), Verlag Klemm & Oelschläger (de) (Ulm) ou Unrast Verlag (de).

### Lutte armée (1969-1980)
En 1969, des groupes proches du situationnisme fondent la Zentralrat der umherschweifenden Haschrebellen (de) (Les Rebelles fumeurs de hachisch dérivants).
Le Mouvement du 2-Juin est fondé en janvier 1972. Son nom fait explicitement référence à la date du 2 juin 1967, jour où, lors d'une manifestation contre la visite officielle de Mohammad Reza Pahlavi (Shah d'Iran), l'étudiant Benno Ohnesorg est tué par Karl-Heinz Kurras, un agent de police de Berlin-Ouest travaillant secrètement pour le ministère de la Sécurité d'État est-allemande.
L'opération la plus importante du mouvement est l'enlèvement de Peter Lorenz le 27 février 1975. Lorentz était le candidat de la CDU pour la mairie de Berlin. Le mouvement obtint la libération de quatre de ses membres, qui s'envolent le 3 mars pour Aden, en Yémen du Sud. Lorentz est libéré le lendemain.

## Époque contemporaine
Parmi les mouvements sociaux des années 1970, 80 et 90 comme le mouvement feministe, écologiste, le mouvement pour la paix, trois courants libertaires ont survécu jusqu'à nos jours.

### Antimilitarisme et pacifisme

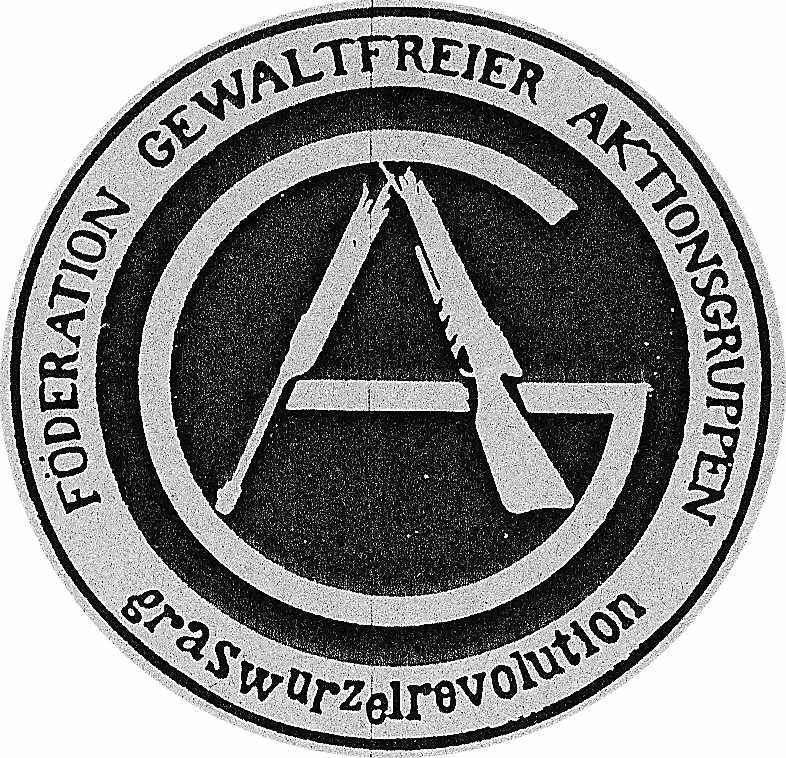
Logo de la Föderation Gewaltfreier Aktionsgruppen (FöGA).

Le journal anarchiste non-violent Graswurzelrevolution (de) (Révolution des racines d'herbe) est fondé en 1972.
Très présents dans le mouvement antinucléaire, ces partisans de l'action directe non-violente, participent à la création de la République libre de Wendland, une ville libertaire alternative de 1000 militants en mai 1980 sur le site nucléaire de Gorleben.
En 1980 est fondée la Föderation Gewaltfreier Aktionsgruppen (de) qui se réclame de le l'anarchisme non-violent et de la désobéissance civile.

### Anarcho-syndicalisme
En 1977, une nouvelle organisation anarcho-syndicaliste est créée, la Freie Arbeiter-Union qui publie le journal Direkte Aktion (de).

### Le mouvement autonome et antifa

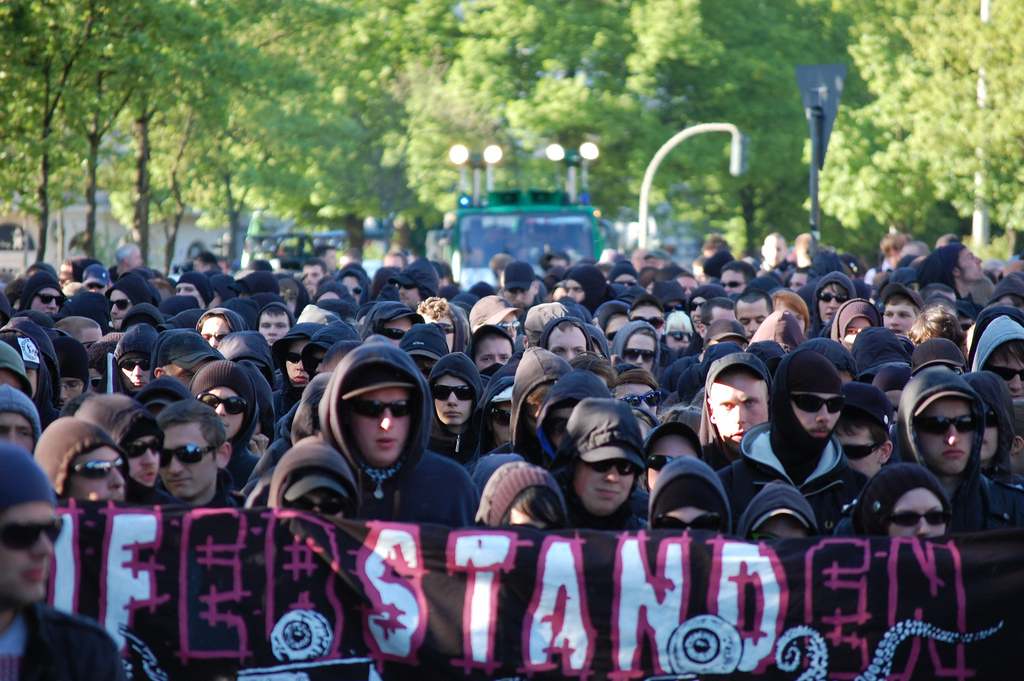
Manifestation (Black Bloc) pour le Rote Flora en 2011.

Le mouvement autonome, présent depuis 1975 en Allemagne, tire ses racines du mouvement italien d'autonomie ouvrière, entre le communisme des conseils et l'anarchisme.
Les origines des Black Bloc sont liées aux autonomes allemands de Berlin-Ouest au début des années 1980. Le terme de Black Bloc provient de la Stasi qui surnommait ainsi ces petits groupes d'anarchistes ou d'autonomes, cagoulés et vêtus de noir.
Depuis les années 1980, le mouvement Antifa est composé, pour partie, d'une tendance libertaire.

## Sources
- Lou Marin, L'anarchisme de langue allemande des origines à nos jours. Brève introduction, sommaire et point de vue subjectif d'un militant anarchiste non-violent, Centre International de Recherches sur l'Anarchisme (Marseille), s/d, lire en ligne, lire en ligne.

- Jean Barrué, L’anarchisme en Allemagne de l’Est (1945-1955), Iztok, no 2, septembre 1980, lire en ligne.

- Collectif (préf. Martine-Lina Rieselfeld), La Résistance anarcho-syndicaliste allemande au nazisme, Éditions Alternative Libertaire, Monde libertaire, 2001, introduction en ligne.

- André Prudhommeaux, La presse libertaire allemande, Le Libertaire, 18 mars 1948, lire en ligne.

- Gaetano Manfredonia, L'Anarchisme en Europe, Paris, Presses universitaires de France, 2001, 127 p. (ISBN 2-13-051668-8)

- Jean-Marie Tixier, La résistance allemande au nazisme, Anarchisme et non-violence, 11 novembre 2007, lire en ligne.